# دونالد كورلي
دونالد كورلي (بالإنجليزية: Donald Corley)‏ (8 يونيو 1886، كوفينغتون في الولايات المتحدة - 11 ديسمبر 1955، نيويورك في الولايات المتحدة)؛ كاتب، رسام توضيحي، مهندس معماري وروائي أمريكي.